# Ил Кантоне ди Мармироло (Ређо Емилија)
Ил Кантоне ди Мармироло је насеље у Италији у округу Ређо Емилија, региону Емилија-Ромања.
Према процени из 2011. у насељу је живело 82 становника. Насеље се налази на надморској висини од 54 м.